# Districtul Hamma Bouziane
Hamma Bouziane este un district din provincia Constantine, Algeria.